# Śmierć Kliniczna (album)
Śmierć Kliniczna – pierwszy album zespołu Śmierć Kliniczna wydany na nośniku kasety magnetofonowej w 1996 roku przez Zima Records. Na album składają się nagrania koncertowe z lat 1983–1984.

## Lista utworów
1. "Sahara" – 3:38
2. "Żołnierz" – 4:29
3. "Koniec homokracji" – 5:24
4. "Paciorek" – 1:46
5. "Samobójcy" – 3:58
6. "Nienormalny świat" – 3:07
7. "Psychopata" – 4:19
8. "Potylica" – 5:08
9. "Edukacja-kopulacja" – 3:52
10. "Brzemienny cmentarz" – 2:10
11. "Wsio budiet kukuruza" – 1:43
12. "Marihuana" – 4:46

- Utwory 1–11 zarejestrowano w styczniu 1984 gliwickim klubie "Gwarek".
- Utwór 12 zarejestrowano w maju 1983.

## Skład
- Jerzy Mercik – wokal
- Jacek Szafir – wokal, instrumenty perkusyjne
- Dariusz Dusza – gitara
- Wojciech Jaczyczko – gitara basowa
- Marek Czapelski – perkusja

gościnnie
- Antoni "Ziut" Gralak – trąbka